# The Tuxedo
The Tuxedo (bra: O Terno de 2 Bilhões de Dólares; prt: Vestido a Rigor) é um filme estadunidense de 2002 dos gêneros aventura, ação, fantasia e comédia de espionagem, dirigido por Kevin Donovan e estrelado por Jackie Chan e Jennifer Love Hewitt. O filme é uma paródia aos filmes de James Bond e à série The Six Million Dollar Man e envolve um smoking especial que concede habilidades especiais ao usuário e um terrorista corporativo que ameaça envenenar o suprimento de água doce dos Estados Unidos com bactérias que derramam eletrólitos no sangue e desidratam totalmente o hospedeiro e assim a dominar o mercado mundial de água engarrafada. Os insetos mostrados no filme são da família Gerridae.
O filme recebeu críticas negativas dos críticos de cinema. O filme faturou um total de US$104,3 milhões em bilheteria mundial.

## Sinopse
Graças a sua fama de rápido, o atrapalhado taxista Jimmy Tong (Jackie Chan) é contratado para trabalhar como motorista pessoal do misterioso bilionário Clark Devlin. Apesar de não saber direito o que seu novo patrão faz, Jimmy e ele logo se tornam grandes amigos. Certa noite, enquanto voltavam pra casa, Jimmy e Devlin sofrem um atentado, que acaba deixando o bilionário no hospital.
Seguindo suas instruções, Jimmy volta a mansão e veste o valioso terno do patrão, que controlado por um relógio gadget, dá superpoderes incomuns e habilidades especiais (como artes marciais, velocidade, habilidades em danças e acrobacias) para quem o estiver vestindo.
A partir daí, Jimmy descobre que Devlin é um agente secreto e espião dos EUA, que estava investigando uma organização criminosa que pretende assumir o suprimento global de água potável, começando com o envenenamento dos principais reservatórios do país por meio de insetos geneticamente modificados, com vírus mortais transmissíveis.
Trajando o poderoso terno, Jimmy entra para a missão, sendo auxiliado pela agente Del Blaine (Jeniffer Love Hevitt), uma bela e esperta cientista, que acha que ele é o verdadeiro Clark Devlin.

## Elenco
- Jackie Chan – James 'Jimmy' Tong / Clark Devlin
- Jennifer Love Hewitt – Delilah 'Del' Blaine
- Jason Isaacs – Clark Devlin / Brad Dillford
- Debi Mazar – Steena
- Ritchie Coster –  Dietrich Banning
- Peter Stormare – Dr. Simms
- Mia Cottet – Cheryl
- Romany Malco – Mitch
- Daniel Kash – Rogers
- Jody Racicot – Kells
- Boyd Banks – Vic
- Bob Balaban – Winton Chalmers (não creditado)
- Christian Potenza – Agente Joel
- Scott Wickware – Agente Wallace
- Karen Glave – Agente Randa
- Scott Yaphe – Agente Gabe
- Jordan Madley – Holly
- James Brown – Ele mesmo
- Colin Mochrie – Dono da Galeria
- Cecile Cristobal – Jennifer
- Noah Danby – Mensageiro da bicicleta
- Kim Roberts – Enfermeira
- Stacey DePass – Mulher no parque

## Recepção
Jackie Chan não tinha certeza sobre o projeto de adicionar efeitos especiais junto com acrobacias, mas estava interessado em trabalhar com a DreamWorks pela chance de conhecer Steven Spielberg.
Durante as filmagens em Toronto, Chan e Love Hewitt apareceram na webcam e interagiram com os fãs.
Chan trabalhou em The Tuxedo entre as filmagens de The Medallion, que começou antes e terminou as filmagens mais tarde.

## Trilha sonora
Inicialmente composta por Christophe Beck, John Debney foi contratado para cômpor a trilha do filme (utilizado o material criado por Beck). Ambos, os compositores tiveram créditos incluídos na versão final.
A Varèse Sarabande lançou um álbum de trilha sonora em 1 de outubro de 2002, incluindo diferentes partituras escritas pelos compositores para as mesmas cenas. As sugestões de Debney estão em itálico, enquanto as de Beck estão em negrito.
1. Jimmy's Tux (2:50)
2. Skateboard Chase (2:00)
3. Mad Bike Messenger (1:04)
4. Jimmy's Dream (0:49)
5. Main Title - "The Tuxedo" (3:01)
6. First Mission (2:54)
7. Swallow The Queen (2:25)
8. Demolition (1:20)
9. Putting on Tux (1:59)
10. Demolition Program (1:02)
11. Rope Fight (2:58)
12. Rope Fight (2:14)
13. Superhuman (1:39)
14. Walter Strider (1:21)
15. High Noon (0:49)
16. Banning Opens The Pods (2:29)
17. Banning Swallows Queen (0:50)
18. Jimmy Saves Blaine (1:50)
19. Get Up (I Feel Like Being a) Sex Machine - James Brown (3:19)

## Recepção

### Bilheteria
Em um orçamento relatado de US$ 60 milhões, o filme arrecadou US$ 50,5 milhões nos Estados Unidos. No fim de semana de estréia, The Tuxedo arrecadou US$ 15 milhões de 3,022 cinemas. O total mundial do filme é de US$ 104,3 milhões.

### Resposta da crítica
No Rotten Tomatoes, o filme possui uma taxa de aprovação de 22% com base em 139 avaliações e uma classificação média de 4,3 / 10. O consenso crítico do site disse: "Chan é mais charmoso do que nunca, mas seus talentos são desperdiçados por efeitos especiais e roteiro ruim". No Metacritic, o filme tem uma pontuação de 30 em 100 com base em 27 críticos, indicando "avaliações geralmente desfavoráveis". Os público pesquisado pelo CinemaScore deram ao filme uma nota média de "B" na escala A+ a F.
Roger Ebert, do Chicago Sun-Times, comentou que "o filme é tolo além da compreensão, e mesmo que não fosse tolo, ainda estaria além da compreensão", mas comenta que o filme tem bons momentos. Ele deu ao filme uma estrela e meia em quatro. Robert Koehler da Variety diz que o problema central dos filmes é a mistura de truques e efeitos reais de Chan, que jogam contra toda a carreira de Chan e o compromisso duro de fazer todos os seus truques que desafiam o corpo. Ele observa que Hewitt "exibiu uma doçura semelhante a Chan em papéis passados" e está decepcionado por sua personagem ser "uma megera barulhenta e tensa que repele instantaneamente", em vez de uma companheira divertida como Chan em outros filmes de Hollywood. Koehler também critica a "direção pálida" e "a trama praticamente incompreensível". Wheeler Winston Dixon descreveu a comédia de ação como tendo uma "dupla improvável" de Jennifer Love Hewitt com Chan, e observou que Chan está fazendo suas próprias acrobacias, mesmo na meia-idade, acrescentou um "toque bem-vindo de verossimilhança à infinita sucessão de duplas que normalmente habitam esses filmes".

## Romantização
Uma romantização do filme foi lançada pela editora Price Stern Sloan, adaptada por Ellen Weiss.